# Tensegridade (misticismo)
Tensegridade é conhecida como um conjunto de movimentos, também conhecidos como passes mágicos, baseados em tradições dos xamãs do México Antigo. Termo Oriundo da junção das palavras 'tensão' e 'integridade'. Apresentado no livro 'Passes Mágicos', de Carlos Castaneda, são praticados com o intuito de redistribuir e canalizar a energia interna. Também são utilizados pelos praticantes de Nagualismo.
Lembra muito os movimentos de artes marciais.